# 주르체데이
주르체데이(主兒扯歹) 또는 주치타이(朮赤台)는 몽골 니룬몽골의 우르우트부 수령으로, 보돈차르 문카크의 8남 우르우트의 후손이다.
주르체데이는 초기에 자무하에게 귀부하였으나 십삼 날개의 전투 후 테무진에게 투항하였다. 그는 우르우트부를 이끌고 테무진의 군대 선봉에 섰다. 1203년 하라진 사타 전투에서, 주르체데이는 케레이트족의 진영을 격파, 화살을 쏘아 토그릴 칸의 아들 셍굼의 뺨을 맞췄으며, 이 전투에서 크게 이졌다. 케레이트족을 격멸하는 전투에서 주르체데이는 선봉에 섰다.
후일 자하 감보가 칭기즈 칸에게 등을 돌려 나이만 족과 연합해 반란을 일으키자 그는 자하감보 등을 사로잡았다. 1206년 칭기즈 칸이 몽골 제국을 건국한 후 공신호를 내렸으며, 주르체데이는 공신서열 6등이었다. 후일 칭기즈 칸은 자신의 후비들 중 자하 감보의 딸 이바카 베키를 그에게 상으로 내렸다.